# Sabria David

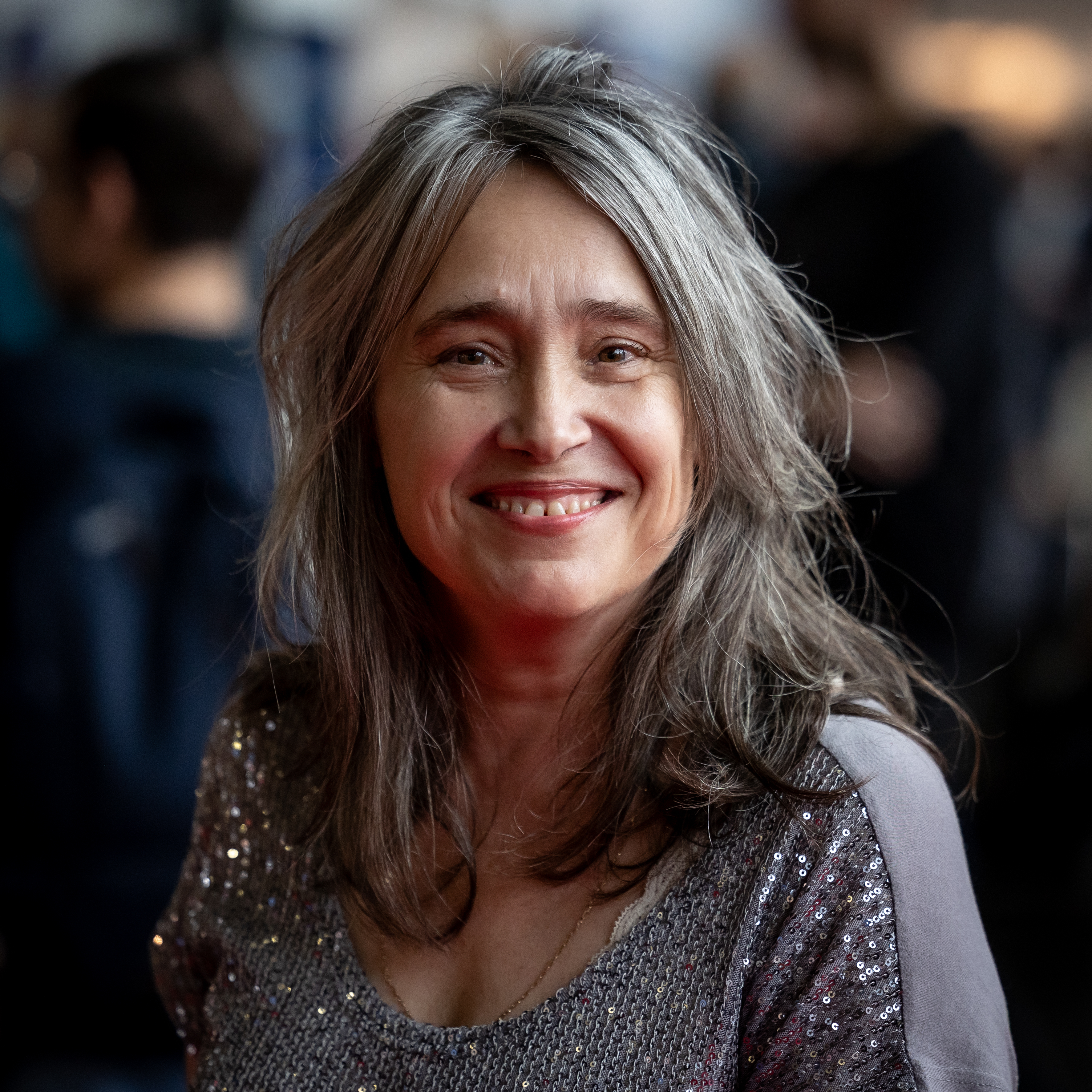
Sabria David 2024

Sabria David ist eine deutsche Digitalphilosophin, Autorin, Bloggerin und Dozentin. Sie schreibt aus einer kulturphilosophischen Perspektive zu Auswirkungen und Potentialen des digitalen Wandels auf Gesellschaft, Medien und Arbeit.
Sabria David war von 2014 bis 2022 Vize-Präsidentin von Wikimedia Deutschland und ist Mitgründerin des Slow Media Instituts.

## Leben und Wirken
Sabria David studierte Germanistik, Sprachwissenschaft, Kunstgeschichte und Psychologie an der Rheinischen Friedrich Wilhelms Universität zu Bonn. Heute ist sie bekannt für ihren interdisziplinären Ansatz, bei dem sie Erkenntnisse der Kulturgeschichte, Philosophie, Gesellschaftspsychologie, Medientheorie und Wirtschaftsethik zu „poetischen Gesellschaftsanalysen“ verbindet.
Mit dem Soziologen Benedikt Köhler und dem Datenforscher Jörg Blumtritt verfasste Sabria David 2010 das Slow Media Manifest.
2012 erschien die Declaration of Liquid Culture.
2020 stellte Sabria David in dem Buch Die Sehnsucht nach dem nächsten Klick ihren Ansatz der „Medienresilienz“ vor.
2024 veröffentlichte sie den Essay-Band Zeichen und Wunder, in dem sie sich mit dem Menschsein in Zeiten des digitalen Wandels auseinandersetzt.

## Rezeption
Sabria David gilt als Vordenkerin des digitalen Wandels.

## Schriften (Auswahl)
- Zeichen und Wunder. Poetische Gesellschaftsanalysen. Frohmann, Berlin 2024, ISBN 978-3-947047-36-9.
- Die Zeit des Unperfektseins und Funktionierens. In: Was würdest du machen, wenn du König von Deutschland wärst? Utopische Gespräche. Lutz Becker, Gunnar Sohn. S. 339–354. Klingen-Verlag, Solingen 2021.
- Die Sehnsucht nach dem nächsten Klick. Medienresilienz – wie wir glücklich werden in einer digitalen Welt. Patmos, Ostfildern 2020, ISBN 978-3-8436-1243-2.
- Das Interaktionsmodell Digitaler Arbeitsschutz – Prävention aus medienwissenschaftlicher Perspektive. In: Gesundheitswesen 2014; 76 – A35 DOI:10.1055/s-0034-1386885 Thieme, 2014.
- Slow Media, mediale Nachhaltigkeit und Slow Communication. Beitrag im Sammelband Nachhaltigkeit in der Wirtschaftskommunikation zur internationalen Tagung SUSTAINABLE COMMUNICATION – COMMUNICATIVE SUSTAINABILITY in Aarhus, Dänemark (11th Interdisciplinary Symposium of the Research Network European Cultures in Business and Corporate Communication). Springer Research Verlag für Sozialwissenschaften. Wiesbaden 2013.
- Declaration of Liquid Culture, 2012 (mit Joerg Blumtritt und Benedikt Köhler)
- Das Ende der Simulation – über den Unterschied zwischen authentisch wirken und authentisch sein. In: Signs Book – Zeichen setzen in der Kommunikation. Hrsg. Béla Anda, Stefan Endrös, Jochen Kalka, Sascha Lobo. Springer Gabler. August 2012.
- Zur Genese offener Werke: Rotkäppchen 2.0. Medienwandel und schriftliche Mündlichkeit. In: Hans Scheurer, Ralf Spiller (Hg.) Kultur 2.0 Neue Web-Strategien für das Kulturmanagement im Zeitalter von Social Media. 2010 transcript Verlag, Bielefeld. S. 28–44
- Two years later – The impact of the Slow Media Manifesto on different countries, cultures and disciplines. Journal Paper for the Symposium Beyond Slowness in the Cinematic Image. 2nd July 2012 at Royal Melbourne Institute for Technology, RMIT Melbourne, Australia.
- Das Slow Media Manifest / The Slow Media Manifesto, 2010 (mit Joerg Blumtritt und Benedikt Köhler)